# Бергхаут, Фиа
Фиа Бергхаут (нидерл. Phia Berghout; 14 декабря 1909, Роттердам — 22 марта 1993, Дорн, провинция Утрехт) — нидерландская арфистка .
Училась в Амстердамской консерватории, где была ученицей Розы Шпир. С 1933 года играла в оркестре Концертгебау, в 1945—1961 годах — первая арфа оркестра.
Известна, прежде всего, как организатор (с 1960 года, совместно с Марией Корчинской) ежегодного фестиваля «Неделя арфы», в дальнейшем ставшего основой Всемирного конгресса арфистов. Длительное творческое содружество связывало Бергхаут с флейтистом Хубертом Барвазером: они выступали и записывались вместе на протяжении 25 лет.
Преподавала в Амстердамской консерватории, а затем, с 1974 года, в Маастрихтской академии музыки.
Берхаут была замужем за Йоханнесом ден Хертогом, пианистом и помощником дирижера, но их брак был недолгим и они развелись через некоторое время.
Умерла Фиа в Дорне 22 марта 1993 года в возрасте 83 лет.